# Cora Coralina
Cora Coralina, eigentlich Anna Lins dos Guimarães Peixoto Bretas (* 20. August 1889 in Cidade de Goiás; † 10. April 1985 in Goiânia), war eine brasilianische Dichterin und Autorin von Kurzgeschichten. Sie gilt als eine der bedeutendsten brasilianischen Schriftstellerinnen und veröffentlichte ihr erstes Buch im Juni 1965 (Poemas dos Becos de Goiás e Estórias Mais), als sie bereits fast 76 Jahre alt war, obwohl sie ihre Verse seit ihrer Jugend schrieb. Sie war eine einfache Frau und lebte weitab von den großen Städten. Ihr poetisches Werk ist ohne Rücksicht auf literarische Moden und reich an Motiven aus dem Alltagsleben auf dem brasilianischen Lande, insbesondere aus den Gassen und historischen Straßen von Goiás.

## Leben

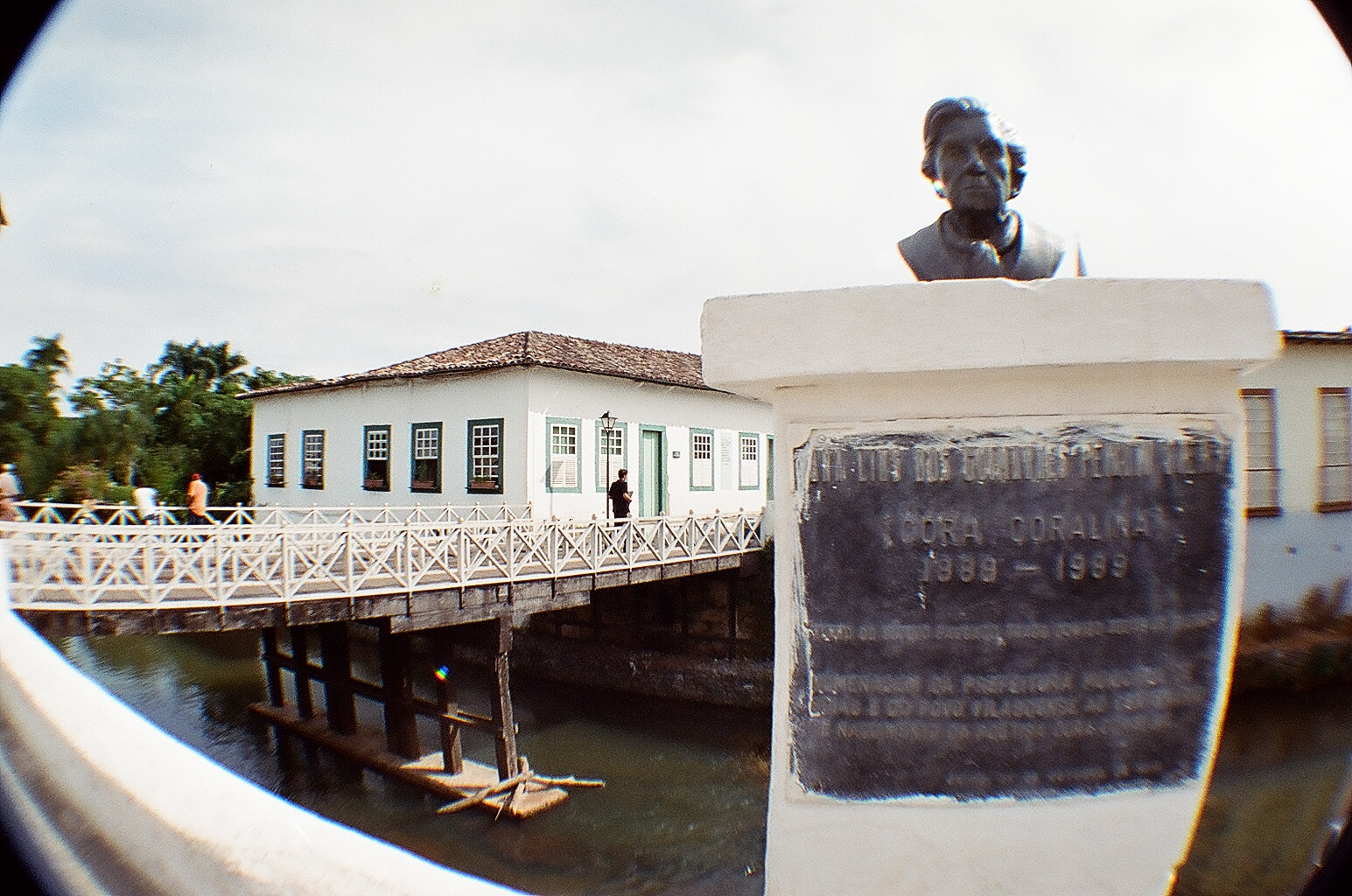
Casa Velha da Ponte, in dem Cora Coralina lebte, und Gedenktafel in Goiás, 2006

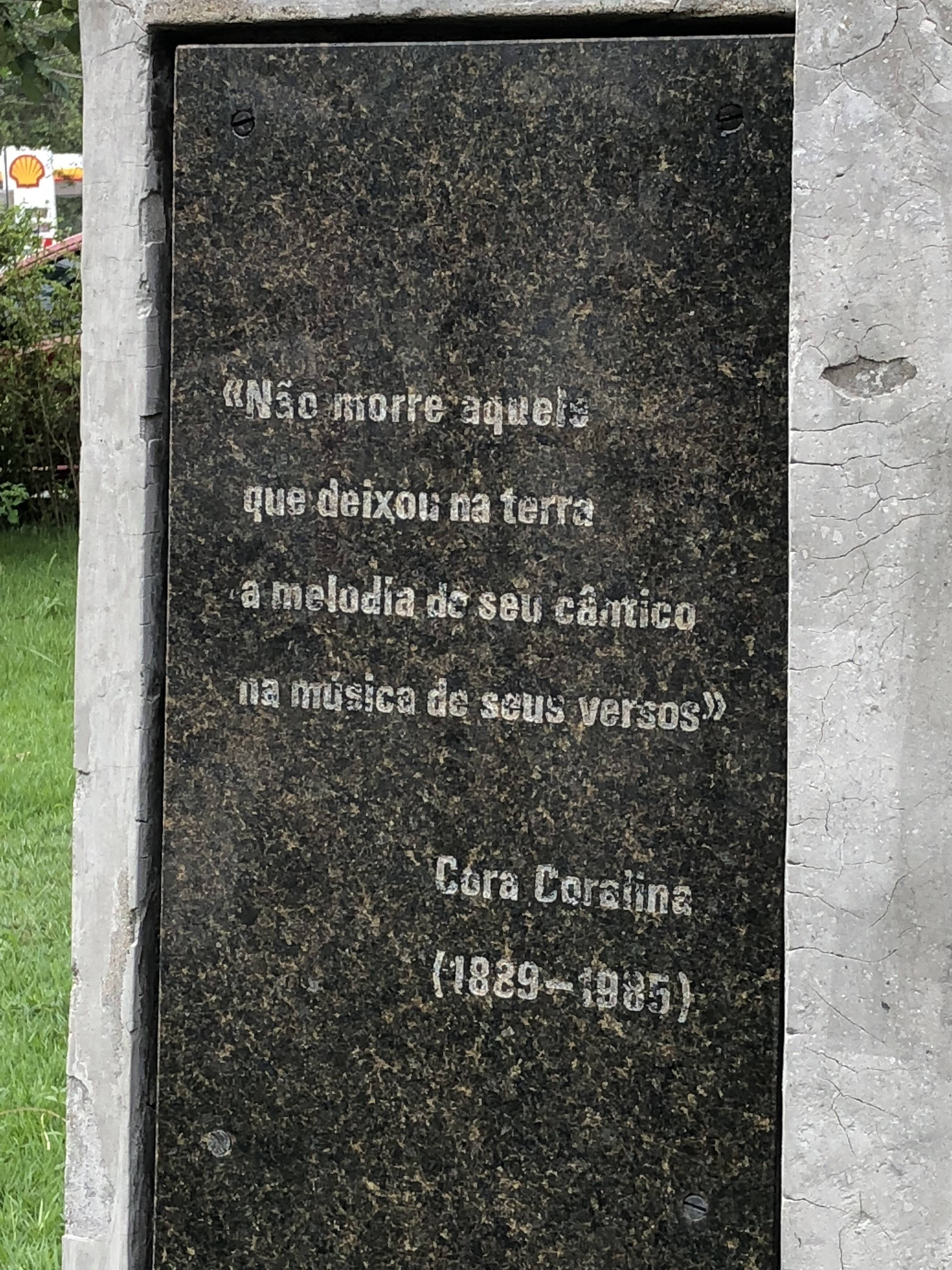
Denkmal für Cora Coralina in São Paulo mit einem ihrer Verse, 2018

Anna Lins dos Guimarães Peixoto Bretas, die das Pseudonym Cora Coralina annahm, war die Tochter von Francisco de Paula Lins dos Guimarães Peixoto, einem von Pedro II. von Brasilien ernannten Richter, und von Dona Jacyntha Luiza do Couto Brandão. Ihr Elternhaus steht am Ufer des Rio Vermelho und man nimmt an, dass dieses Haus in der Mitte des 18. Jahrhunderts erbaut wurde und eines der ersten Gebäude in Goiás Velho war.
Ihre Schulbildung war gering, sie besuchte nur die ersten vier Klassen. Im Alter von 14 Jahren begann sie trotzdem erste Texte zu schreiben, die sie später in Zeitungen der Stadt und anderer Städte, wie der Wochenzeitung Folha do Sul aus Bela Vista de Goiás oder A Informação Goiana aus Rio de Janeiro, die ab 1917 erschien, veröffentlichte. Der früheste bekannte Beitrag erschien unter dem Titel A Tua Volta, gewidmet „Luiz do Couto, dem lieben, sanften Dichter der Frauen von Goiânia“, im Mai 1906 in der genannten Wochenzeitung Folha do Sul. Eine weitere überlieferte Veröffentlichung stammt aus dem Jahr 1907, und zwar durch die Wochenzeitung A Rosa, an deren Entstehung sie neben unter anderem Leodegária de Jesus, Rosa Godinho und Alice Santana beteiligt war. 1910 veröffentlichte sie die Erzählung Tragédia na Roça.
1911 ging sie mit ihrem Ehemann, dem Rechtsanwalt Cantídio Tolentino de Figueiredo Bretas, der unter Gouverneur Urbano Coelho de Gouvêa (1909–1912) das Amt des Polizeichefs (gleichbedeutend mit dem Minister für Sicherheit) innehatte, in den Bundesstaat São Paulo, wo sie 45 Jahre lang lebte, zunächst in der Stadt Jaboticabal. Dort bekamen sie sechs Kinder: Paraguaçu, Eneas, Cantídio, Jacyntha, Ísis und Vicência. Ísis und Eneas starben bald nach ihrer Geburt. Im Jahr 1924 zog sie nach São Paulo. Bei der Ankunft musste sie einige Wochen in einem Hotel vor dem Bahnhof Estação da Luz Zuflucht suchen, da in São Paulo eine Garnison im Aufstand war. Während der brasilianischen Revolution von 1930 erlebte sie die Ankunft von Getúlio Vargas in der Stadt. Ihr Sohn Cantídio beteiligte sich an der konstitutionellen Revolution von 1932.
Nach dem Tod ihres Mannes begann sie, Bücher für den Verlag Editora José Olympio zu verkaufen, und sie war Mitarbeiterin der Zeitung O Estado de S. Paulo. Später zog sie nach Penápolis im Landesinneren, wo sie mit der Herstellung und dem Verkauf von hausgemachten Würsten und Schmalz begann. Danach zog sie in die Stadt Andradina, die heute ein nach ihr benanntes Kulturhaus unterhält und in der sie für die Stadtzeitung schrieb. Im Jahr 1956 kehrte sie nach Goiás zurück.
An ihrem 50. Geburtstag berichtete sie, dass sie eine tiefe innere Wandlung durchgemacht habe, die sie später als „Verlust der Angst“ (a perda do medo) bezeichnete. Sie nahm das Pseudonym „Cora Coralina“ an, das sie bereits viele Jahre zuvor für sich gewählt hatte. Sie begann Gedichte zu schreiben, die mit ihrer persönlichen Geschichte, ihrer Geburtsstadt und der Umgebung, in der sie aufgewachsen war, zu tun hatten. Sie nahm sogar eine Schallplatte auf, auf der sie einige ihrer Gedichte vorträgt und die von dem Label Paulinas COMEP veröffentlicht wurde.
Im Jahr 1970 übernahm sie als Gründungsmitglied den Stuhl Nr. 5 für Literatur an der Academia Feminina de Letras de Goiás, dessen Patronin sie ist.
1983 erhielt sie die Ehrendoktorwürde der Universidade Federal de Goiás. Im selben Jahr erhielt sie den Prêmio Juca Pato des Brasilianischen Schriftstellerverbandes. 1984 wurde sie auf den Stuhl Nr. 38 der Academia Goiânia de Letras gewählt.
Cora Coralina starb in Goiânia im Alter von 95 Jahren an einer Lungenentzündung. Ihr Haus in Goiás wurde in ein Museum umgewandelt, um ihre Lebensgeschichte und ihr literarisches Werk zu würdigen.
2006 wurde ihr posthum der Ordem do Mérito Cultural für Literatur verliehen.

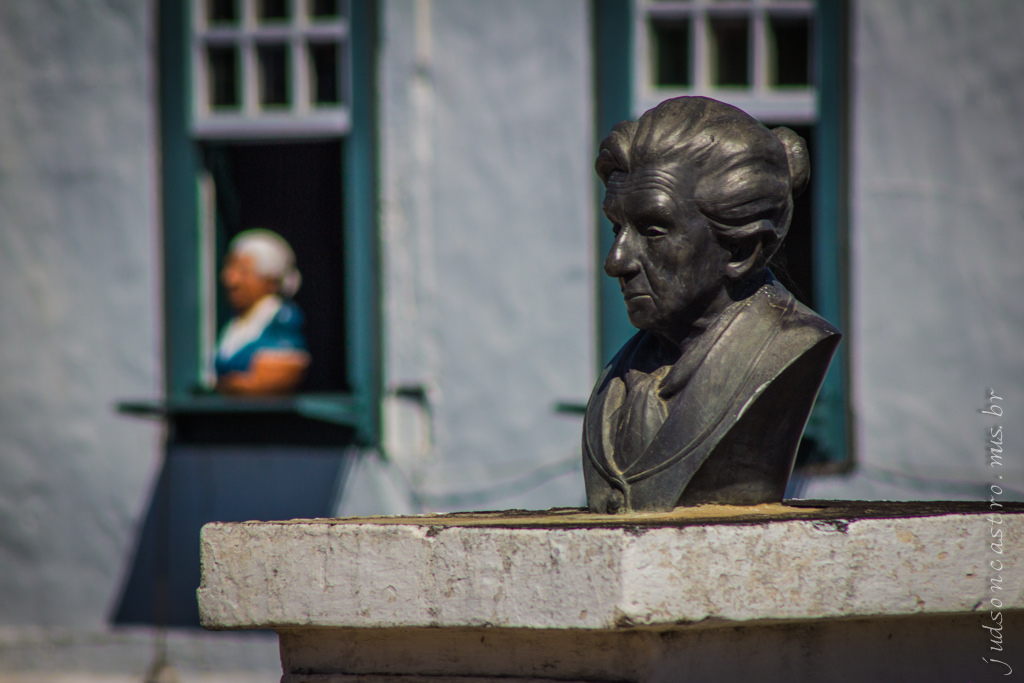
Büste von Cora Coralina vor dem Museu Casa de Cora Coralina in Goiás, 2015
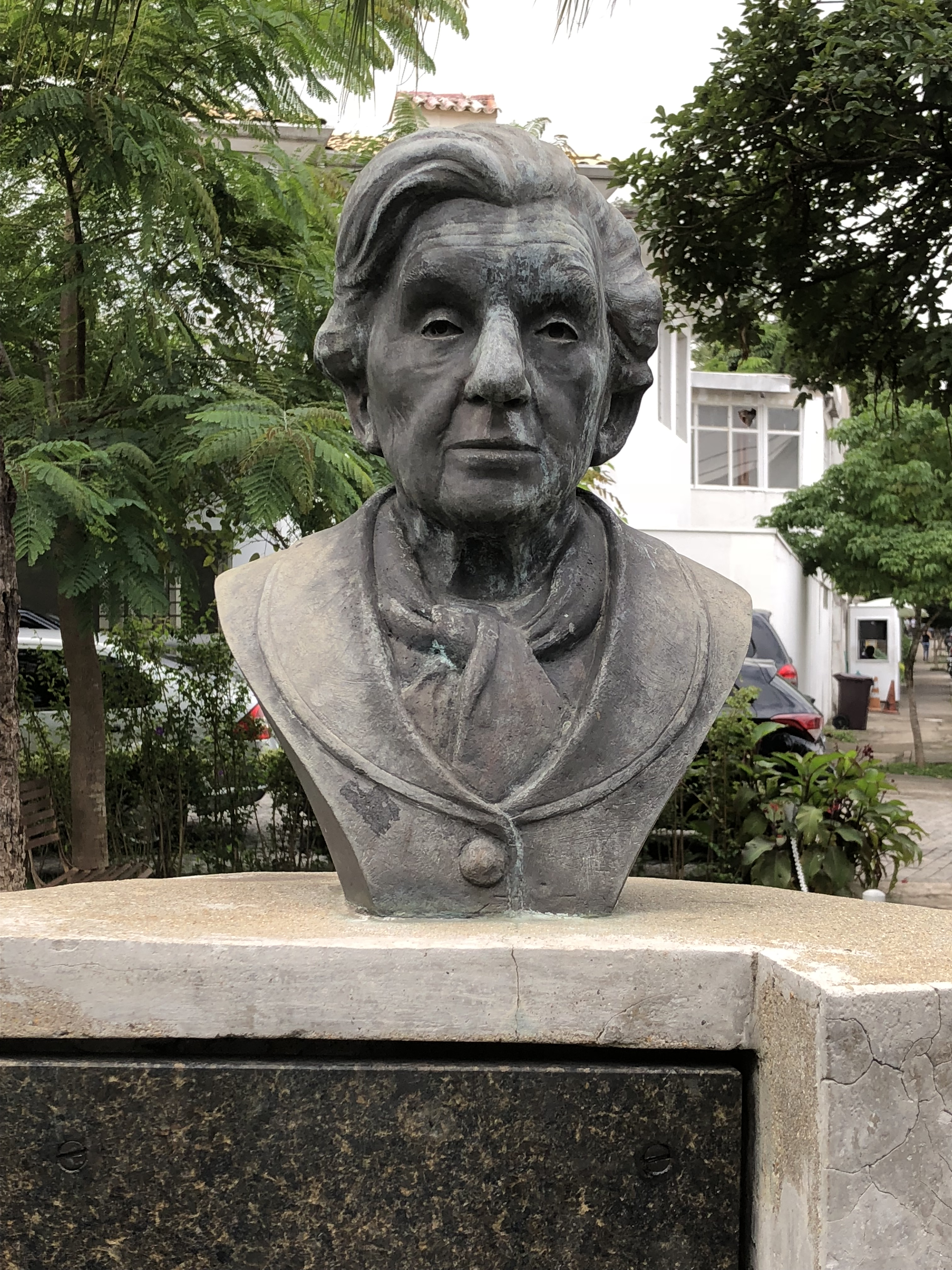
Denkmal für Cora Coralina in São Paulo, Büste von Aucione Torres Agostinho, 2018
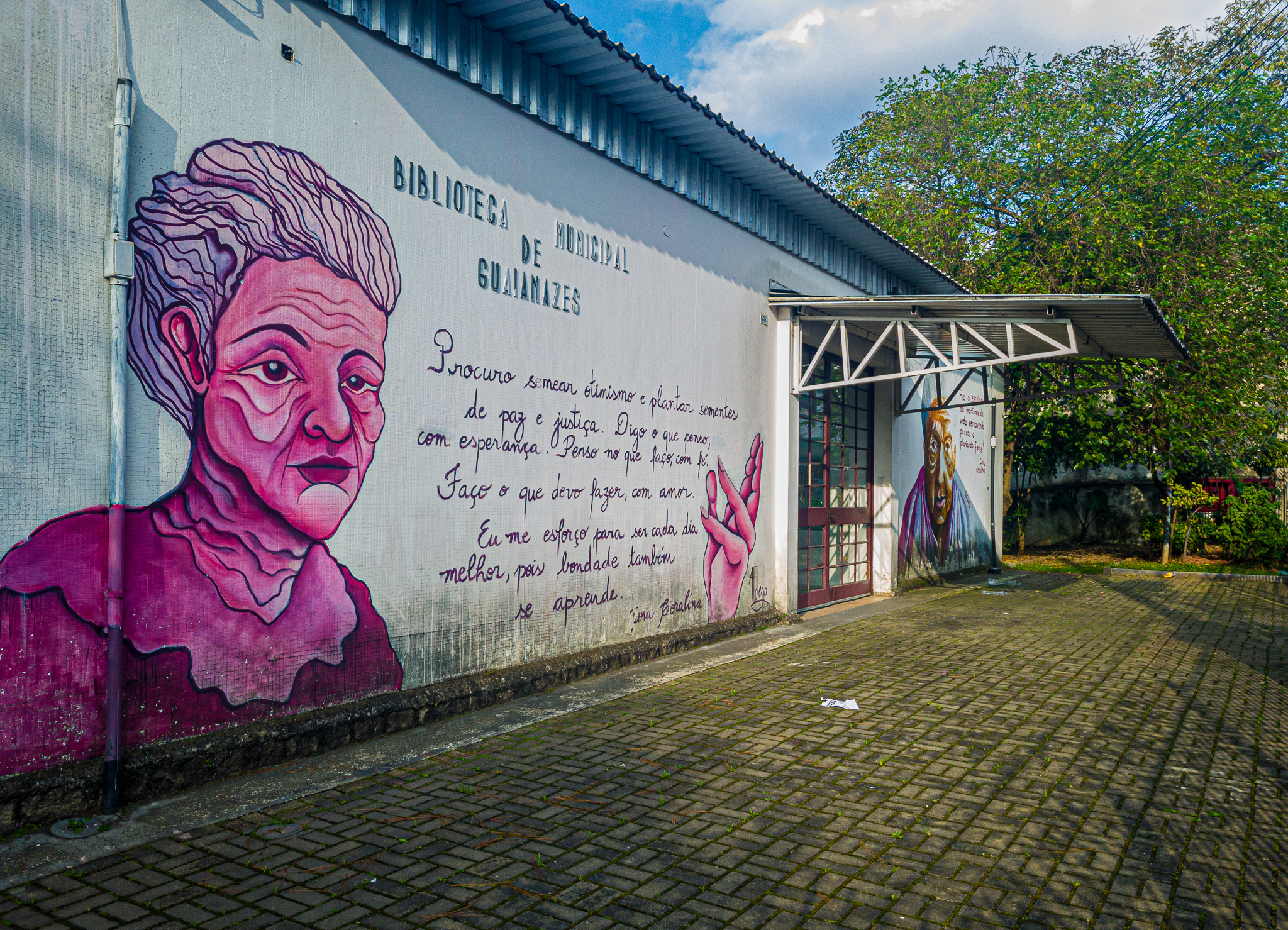
Graffiti an einer nach Cora Coralina benannten öffentlichen Bibliothek in São Paulo, 2022

## Werk
Ihr bekannteste Sammlung von Gedichten Poemas dos Becos de Goiás e estórias mais mit Themen des Alltags erschien 1965 bei Editora José Olympio, als die Dichterin bereits 75 Jahre alt war. Die zweite und dritte Auflage der Sammlung erschienen 1978 und 1980 bei den Oficinas Gráficas da Universidade Federal de Goiás mit Illustrationen und Umschlagbild, das eine der Gassen der Stadt Goiás zeigt, der Künstlerin Maria Guilhermina, einem Kommentar von J.B. Martins Ramos und einem Vorwort von Oswaldino Marques. Carlos Drummond de Andrade besprach die Ausgabe im Jornal do Brasil im Dezember 1980 und verband dies mit einer Lobeshymne auf die Dichterin.
1976 veröffentlichte sie einen zweiten Band mit Gedichten, Meu Livro de Cordel, und 1983 einen dritten, Vintém de Cobre - Meias confissões de Aninha.
Drummond de Andrade korrespondierte weiterhin mit ihr. Nach der Lektüre von Vintém de cobre schrieb er 1983 an sie:

„Minha querida amiga Cora Coralina: Seu Vintém de Cobre é, para mim, moeda de ouro, e de um ouro que não sofre as oscilações do mercado. É poesia das mais diretas e comunicativas que já tenho lido e amado. Que riqueza de experiência humana, que sensibilidade especial e que lirismo identificado com as fontes da vida! Aninha hoje não nos pertence. É patrimônio de nós todos, que nascemos no Brasil e amamos a poesia […]“

„Meine liebe Freundin Cora Coralina: Ihr Vintém de Cobre ist für mich eine Goldmünze, und zwar aus einem Gold, das nicht unter den Schwankungen des Marktes leidet. Es ist eine der direktesten und kommunikativsten Poesien, die ich je gelesen und geliebt habe. Welch ein Reichtum an menschlicher Erfahrung, welch eine besondere Sensibilität und welch eine Lyrik, die sich mit den Quellen des Lebens identifiziert! Aninha gehört heute nicht mehr uns. Sie ist das Erbe von uns allen, die wir in Brasilien geboren sind und die Poesie lieben […]“

Gedichtsammlungen
- Poemas dos Becos de Goiás e estórias mais (Gedichte), 1965
- Meu Livro de Cordel (Gedichte), 1976
- Vintém de Cobre - Meias confissões de Aninha (Gedichte), 1983

Posthume Veröffentlichungen
- Estórias da Casa Velha da Ponte (Erzählungen), 1985
- Meninos Verdes (Erzählungen), 1986
- Tesouro da Casa Velha (Erzählungen), 1996
- A Moeda de Ouro que o Pato Engoliu (Gedichte), 1999
- Vila Boa de Goiás (Gedichte), 2001
- O Prato Azul-Pombinho (Gedichte), 2002

## Weitere Literatur
- Vicência Brêtas Tahan: Cora Coragem, Cora Poesia. Global Editora, São Paulo 1989, ISBN 978-85-260-0235-7.
- Darcy França Denófrio (Hrsg.): Melhores Poemas: Cora Coralina. Global Editora, São Paulo 2004, ISBN 978-85-260-0883-0.
- Darcy França Denófrio, Goiandira Ortiz de Camargo (Hrsg.): Cora Coralina: Celebração da Volta. Cânone Editorial, Goiânia 2006. ISBN 8587635425.
- Clóvis Carvalho Britto und Rita Elisa Seda (Hrsg.): Cora Coralina: Raízes de Aninha. Editora Ideias & Letras, São Paulo 2009, ISBN 978-85-7698-044-5.